# 채플앤코
채플 앤 컴퍼니는 잉글랜드의 음악 출판 및 피아노 제조 회사였다. 피아니스트 새뮤얼 채플이 설립했으며 1980년 채플이 소매 사업을 매각하고 음악 출판에만 전념할 때까지 영국에서 선도적인 음악 출판사이자 피아노 제조업체 중 하나였다.
다른 회사들의 몇 차례 인수 후에, 채플 브랜드명은 현재 워너 뮤직 그룹의 일부인 워너 채플 뮤직이 소유하고 있으며, 1987년에 2억 달러에 인수되었다.

## 역사

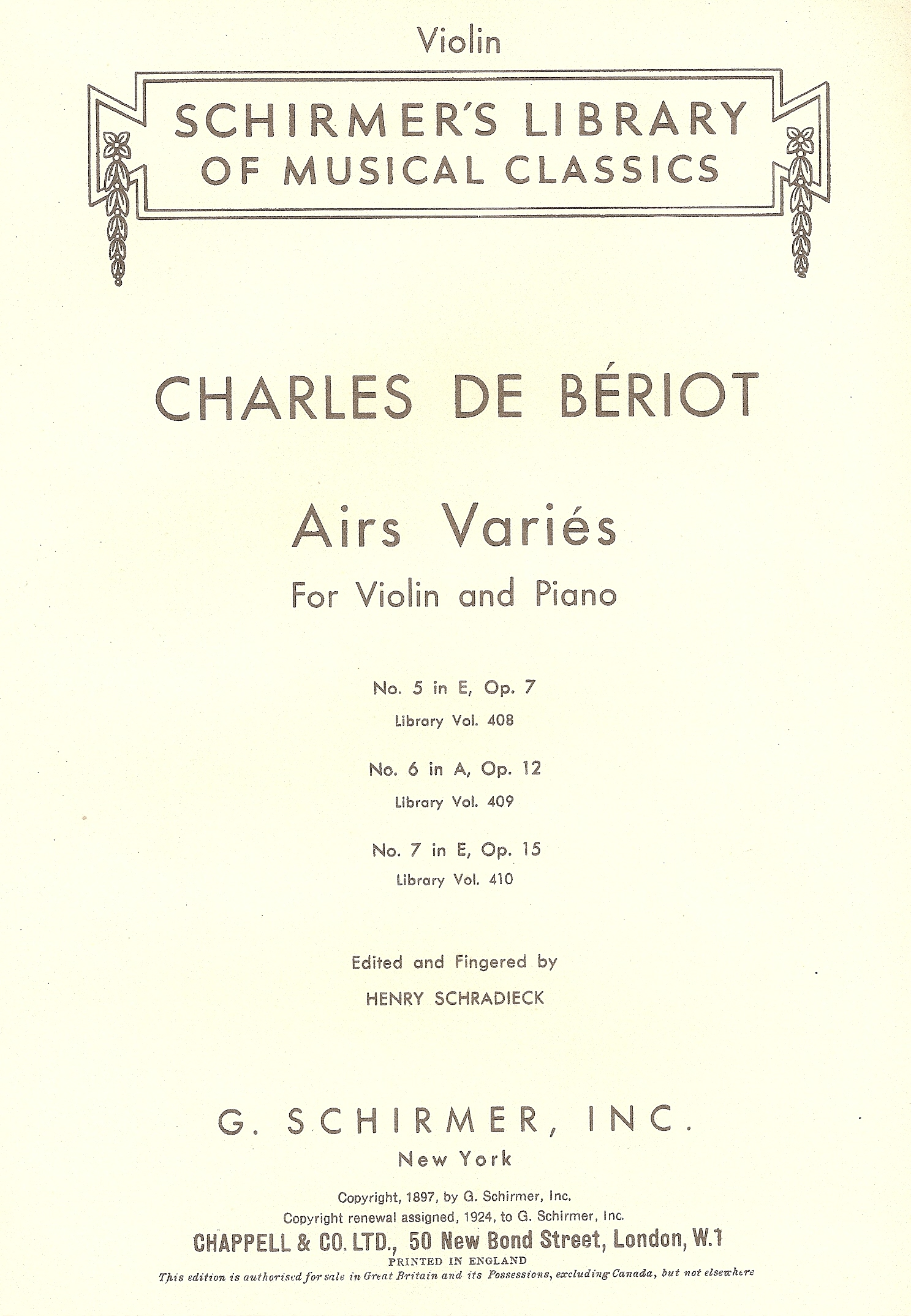
채플이 유통한 베리오 작품 일부 판본 표지

채플 & 컴퍼니는 1811년 새뮤얼 채플(Samuel Chappell,  1782c.–1834)이 음악 교수 프랜시스 탯튼 라투르(Francis Tatton Latour)와 요한 밥티스트 크라머와 동업하여 설립했다. 크라머는 런던에서 잘 알려진 작곡가, 교사, 피아니스트였다. 회사의 건물은 여러 층에 걸쳐 피아노 및 기타 악기(판매 또는 대여)와 악보를 위한 대형 전시장을 포함했으며, 본드가에서 유명한 랜드마크가 되었다. 채플은 필하모닉 소사이어티를 결성하는 데 적극적이었다. 회사의 명성은 빠르게 높아졌고, 1819년 루트비히 판 베토벤은 동료에게 출판하고 싶은 곡에 대해 "포터가 말하기를 본드가의 채플이 지금 최고의 출판사 중 하나라고 합니다"라고 썼다. 채플은 1834년에 사망했으며, 그의 장남 윌리엄 채플(William Chappell, 1809–1888)이 미망인이 된 어머니 에밀리 채플 페이티(Emily Chappell née Patey)를 대신하여 회사를 맡았다. 1843년경 윌리엄은 크라머 & 컴퍼니에 합류하기 위해 떠났고, 나중에 퍼시 소사이어티와 뮤지컬 앤티쿼리언 소사이어티를 설립했다. 그의 남동생 토머스 페이티 채플(Thomas Patey Chappell, 1819–1902)이 그 뒤를 이었다. 처음에는 음악 출판과 콘서트 홍보에 집중했지만, 회사는 1840년대에 피아노 제조를 시작했다.
토머스는 채플 & 컴퍼니의 출판 사업을 확장하고 출판사를 뮤지컬에 집중시켰는데, 이는 오늘날 채플 성공에 여전히 중요한 전문 분야이다. 회사는 음악 판매 시장을 창출할 수 있는 콘서트, 오페라 및 기타 행사를 홍보했다. 토머스는 가족이 부분적으로 소유하고 있던 세인트 제임스 홀(St James Hall, 1859)에서 월요일 및 토요일 인기 콘서트를 기획하고 후원했다. 이 콘서트들은 남동생 새뮤얼 아서 채플(Samuel Arthur Chappell)에 의해 성공적으로 운영되었고 1901년에 막을 내렸다. 톰 채플의 성공 중 하나는 길버트와 설리번 오페라와 아서 설리번의 다른 음악은 물론, 이전에 구노의 파우스트, 마이클 윌리엄 발프의 보헤미아 소녀를 출판한 것이었다. 그는 또한 왕립음악대학의 창립 이사 중 한 명이자 로열 앨버트 홀의 창립 이사 중 한 명이었다. 토머스는 1902년에 사망했다. 토머스는 음악 출판사 협회(Music Publishers Association)의 창립 회원 중 한 명이었고 1881년부터 1900년까지 협회의 초대 회장을 역임했다. 윌리엄 부시(William Boosey)는 다음과 같이 썼다.
톰 채플의 이름은 영국인들에게 상업 세계에서 자랑스러운 위치를 부여한 상업적 청렴성을 상징했다. 그가 통제했던 많은 사업 부문에서 판단의 명확성과 시야의 넓이에 훌륭한 관대함을 더했다. 이는 어떤 삶의 길에서도 성공의 확실한 요소이다. 게다가 그는 가장 희귀한 자질, 즉 적을 만들지 않고 성공하는 재능을 가지고 있었다.... 나는 그가 ... 관대함에 있어서 고귀하다는 것을 발견했다. 그리고 그가 준 것뿐만 아니라 주는 방식이 그에게 많은 혜택을 받은 사람들에게 그를 그토록 사랑스럽게 만들었다 ... 그는 존경받을 뿐만 아니라 사랑받을 만한 사람이었다.

20세기 동안 채플은 영국에서 선도적인 음악 출판사이자 피아노 제조업체 중 하나가 되었다. 회사는 1926년 루이 드레이퍼스(Louis Dreyfus)와 맥스 드레이퍼스 형제에게 인수되었다. 1964년 5월 15일, 맥스 드레이퍼스가 미국에서 사망한 지 3일 후, 런던 건물은 화재로 파괴되었지만 나중에 재건되었다. 그러나 당시 런던에 있던 루이 드레이퍼스는 회사와 그 기록 보관소의 손실에 큰 충격을 받았다. 1970년대 후반에 이 회사는 로저스 & 해머스타인을 포함한 뮤지컬 작품 출판으로 유명한 전 세계적인 음악 출판 리더가 되었다. 1970년 채플은 출판 부문을 폴리그램에 2천만 파운드에 매각했다. 1975년 이 회사는 미국 회사인 힐 & 레인지를 인수했다.
1980년 채플은 음악 출판에만 전념하기 위해 소매 사업을 매각했다. 런던 본드가에 있던 회사의 건물은 야마하 피아노의 대형 유통업체인 켐블 피아노스(Kemble Pianos)가 인수하여 "본드가의 채플"이라는 이름으로 음악 상점을 운영했다. 채플 & 컴퍼니의 출판 사업은 나중에 폴리그램에 인수되었다. 1975년 채플은 미국 음악 출판사 힐 & 레인지를 인수했다. 1984년 폴리그램은 채플을 투자자 그룹(프레디 비엔스톡(Freddy Bienstock) 포함)에 매각했다. 투자자들은 1987년 이 회사를 워너 커뮤니케이션스에 2억 달러에 매각했으며, 워너 커뮤니케이션스는 음악 출판사를 합병하여 워너 차펠 뮤직을 설립했다. 이 회사는 2004년 타임 워너(Time Warner)가 음악 사업을 분사한 후 현재 워너 뮤직 그룹이 소유하고 있다.
채플의 프로덕션 음악 라이브러리(Chappell Recording Music Library)는 좀바 그룹 오브 컴퍼니즈로 따로 넘어갔고, 이는 나중에 베르텔스만 뮤직 그룹에 인수되어 BMG-좀바 프로덕션 뮤직의 일부가 되었다. 이 회사는 2007년 베르텔스만이 음악 출판 사업을 매각한 후 현재 유니버설 뮤직 그룹이 소유하고 있다.

## 참고 문헌
- Boosey, William. Fifty years of music, London: Ernest Benn Limited (1931)
- 허스크, 윌리엄 헨리; 크래머, 마거릿; 존스, 피터 워드; 스넬, 케네스 R. "채플". Grove Music Online 보관됨 16 5월 2008 - 웨이백 머신 (구독 필요). ed. L. Macy. 2007년 3월 7일에 검색됨.